# Часовня всех святых (Тарнобжег)
Часовня всех святых (пол. Kaplica Wszystkich Świętych) — католическая часовня, находящаяся на муниципальном кладбище, которое расположено в оседле Собув города Тарнобжег, Польша.

## История
Часовня всех святых в Тарнобжеге была построена в октябре 2009 года настоятелем прихода церкви Матери Божией Неустанной помощи в Тарнобжеге для отпевания усопших. В подвальном помещении часовни планировалось построить крематорий, однако его строительству воспротивился вспомогательный епископ сандомирской епархии Эдвард Франковский.

## Архитектура
Часовня имеет скромный вид. Главным элементом алтаря является Распятие, украшенное двумя ангелами. По бокам алтаря размещены статуи воскресшего Иисуса Христа и икона Иисуса Христа скорбящего. На середине часовни находится место для расположения усопших.